# Římskokatolická farnost Medlov nad Jihlavou
Římskokatolická farnost Medlov nad Jihlavou je územní společenství římských katolíků s farním kostelem svatého Bartoloměje v děkanství šlapanickém. Do farnosti patří kromě Medlova také Ledce a Smolín, část města Pohořelice.

## Historie farnosti
První písemná zmínka o Medlovu pochází z roku 1203, v roce 1235 byl založen farní kostel a fara. V osmnáctém století kostel a fara vyhořely, následně byly opraveny. Až do třicetileté války převažovalo v obci česky mluvící obyvatelstvo, poté obec osídlili němečtí osadníci. Po druhé světové válce došlo k odsunu německého obyvatelstva.

## Duchovní správci
Administrátorem excurrendo byl od 1. srpna 2012 do července 2015 P. Mgr. Jiří Hének z farnosti Loděnice. Od 1. srpna 2015 byl ustanoven jako administrátor excurrendo R. D. Mgr. Vít Rozkydal, kterého 1. října 2023 nahradil R. D. Mgr. Petr Bartoněk, taktéž z Loděnice.

## Bohoslužby
| Kostel                     | Místo  | Bohoslužba (den) | Hodina | Poznámka     |
| -------------------------- | ------ | ---------------- | ------ | ------------ |
| kostel svatého Bartoloměje | Medlov | neděle           | 8.00   | farní kostel |
| svatého Cyrila a Metoděje  | Smolín |                  |        | kaple        |
| Panny Marie Pomocnice      | Ledce  |                  |        | kaple        |

## Aktivity ve farnosti
Dnem vzájemných modliteb farností za bohoslovce a bohoslovců za farnosti brněnské diecéze je 8. březen. Adorační den připadá na nejbližší neděli po 11. listopadu.
Ve farnosti se pravidelně pořádá tříkrálová sbírka. V roce 2015 se při ní vybralo v Medlově 20 634 korun, v Ledcích 5 959 korun.